# パオロ・ギッリョーネ
パオロ・ギッリョーネ（Paolo Ghiglione，1997年2月2日 - ）は、イタリア・ロンバルディア州パヴィーア県ヴォゲーラ出身のサッカー選手。USクレモネーゼ所属。ポジションはミッドフィールダー。

## 経歴
1997年に生まれ、2007年までデルトナFBC 1908でプレーしており、2007年8月、ACミランのプリマヴェーラに移籍。2012年8月にはジェノアCFCの下部組織に移籍した。2015年にトップチームに昇格した。
2016年7月1日、S.P.A.L.に期限付き移籍した。11月5日のノヴァーラ・カルチョ戦でデビューするもリーグ戦7試合の出場にとどまった。
2019-20シーズンはジェノアに復帰すると右サイドバック・右ウイングバックとしてのポジションをつかんだ。
2022年7月17日、USクレモネーゼに移籍した。

### 代表歴
2015年10月10日のU-19マケドニア代表戦でU-19イタリア代表デビューを果たした。